# Cabatuan (Iloilo)
Cabatuan è una municipalità di terza classe delle Filippine, situata nella Provincia di Iloilo, nella Regione del Visayas Occidentale.
Cabatuan è formata da 68 baranggay:
- Acao
- Amerang
- Amurao
- Anuang
- Ayaman
- Ayong
- Bacan
- Balabag
- Baluyan
- Banguit
- Bulay
- Cadoldolan
- Cagban
- Calawagan
- Calayo
- Duyanduyan
- Gaub
- Gines Interior
- Gines Patag
- Guibuangan Tigbauan
- Inabasan
- Inaca
- Inaladan
- Ingas
- Ito Norte
- Ito Sur
- Janipaan Central
- Janipaan Este
- Janipaan Oeste
- Janipaan Olo
- Jelicuon Lusaya
- Jelicuon Montinola
- Lag-an
- Leong

- Lutac
- Manguna
- Maraguit
- Morubuan
- Pacatin
- Pagotpot
- Pamul-Ogan
- Pamuringao Garrido
- Pamuringao Proper
- Pungtod
- Puyas
- Salacay
- Sulanga
- Tabucan
- Tacdangan
- Talanghauan
- Tigbauan Road
- Tinio-an
- Tiring
- Tupol Central
- Tupol Este
- Tupol Oeste
- Tuy-an
- Zone I Pob. (Barangay 1)
- Zone II Pob. (Barangay 2)
- Zone III Pob. (Barangay 3)
- Zone IV Pob. (Barangay 4)
- Zone V Pob. (Barangay 5)
- Zone VI Pob. (Barangay 6)
- Zone VII Pob. (Barangay 7)
- Zone VIII Pob. (Barangay 8)
- Zone IX Pob. (Barangay 9)
- Zone X Pob. (Barangay 10)
- Zone XI Pob. (Barangay 11)